# Cantón de Saint-Cernin
El cantón de Saint-Cernin era una división administrativa francesa, que estaba situada en el departamento de Cantal y la región de Auvernia.

## Composición
El cantón estaba formado por siete comunas:
- Besse
- Freix-Anglards
- Girgols
- Saint-Cernin
- Saint-Cirgues-de-Malbert
- Saint-Illide
- Tournemire

## Supresión del cantón de Saint-Cernin
En aplicación del Decreto nº 2014-149 de 13 de febrero de 2014, el cantón de Saint-Cernin fue suprimido el 22 de marzo de 2015 y sus 7 comunas pasaron a formar parte del nuevo cantón de Naucelles.